# Parc Estatal de Hocking Hills
El parc estatal de Hocking Hills és un parc estatal a la regió de Hocking Hills del comtat de Hocking, Ohio, Estats Units. El parc compta amb més de quaranta quilòmetres de rutes de senderisme, formacions rocoses, cascades i coves.
El parc conté set zones de senderisme diferents: Ash Cave, Cantwell Cliffs, Cedar Falls, Conkle's Hollow (reserva natural), Old Man's Cave, Rock House i Hemlock Bridge Trail fins a Whispering Cave.

## Descripció
El parc es va establir el 1924 i està gestionat pel Departament de Recursos Naturals d'Ohio. La regió de Hocking Hills és una zona profundament dissecada de l'altiplà d'Allegheny a Appalachia Ohio (en), que inclou penya-segats, gorgs, abrics rocosos i cascades. La topografia relativament extrema d'aquesta zona es deu a la pedra arenisca de Blackhand, una formació particular gruixuda, dura i resistent a la intempèrie, que forma penya-segats alts i gorges estretes i profundes.